# 西关街道 (天水市)
西关街道，是中华人民共和国甘肃省天水市秦州区下辖的一个乡镇级行政单位。

## 行政区划
西关街道下辖以下地区：
西站社区、聚宝盆社区、永庆路社区、环西社区、解放路社区和自由路社区。